# Niederrad
Niederrad, Frankfurt-Niederrad – 17. dzielnica (Stadtteil) miasta Frankfurt nad Menem, w Niemczech, w kraju związkowym Hesja. Należy do okręgu administracyjnego Süd.